# Raspando la olla (bootleg de Los Prisioneros)
Raspando la olla es el tercer bootleg de la banda chilena Los Prisioneros.
El casete le fue obsequiado a un fanático por el propio Jorge González, quien recopiló y tituló el álbum. Salió a la luz entre 2006 y 2007. Contiene rarezas y demos descartados que no fueron incluidos en el álbum doble recopilatorio Ni por la razón, ni por la fuerza de 1996. Hasta su publicación era considerado una suerte de «mito urbano», a pesar de haber sido mencionado en el libro Exijo ser un héroe: La historia (real) de Los Prisioneros (2002) de Julio Osses.

## Lista de canciones
| Lado A |                                               |          |  |
| N.º    | Título                                        | Duración |  |
| 1.     | «Algo ilegal» (1983)                          | 6:05     |  |
| 2.     | «¿Cuánto vale el show?» (1982)                | 2:11     |  |
| 3.     | «Danza porque sí» (1989)                      | 3:37     |  |
| 4.     | «Simpatía por el terrorismo» (1989)           | 1:52     |  |
| 5.     | «Yo soy heavy» (1988)                         | 1:53     |  |
| 6.     | «Lucho es un rocker» (1988)                   | 2:26     |  |
| 7.     | «Arte para cuatro gatos» (1985)               | 3:30     |  |
| 8.     | «Nunca quedas mal con nadie (en vivo)» (1986) | 8:49     |  |
| 37:48  |                                               |          |  |

| Lado B |                                         |          |  |
| N.º    | Título                                  | Duración |  |
| 1.     | «El sabio loco» (1980)                  | 3:00     |  |
| 2.     | «Yo no soy Buddy Holly» (1988)          | 1:34     |  |
| 3.     | «Amigo» (1989)                          | 3:13     |  |
| 4.     | «De Rusia con amor» (1985)              | 3:27     |  |
| 5.     | «You've Really Got a Hold on Me» (1987) | 3:18     |  |
| 6.     | «(Sin título)» (1988)                   | 4:42     |  |
| 7.     | «Antropófago (Pop and Poll)» (1987)     | 6:44     |  |
| 8.     | «Ámame tiérnamente» (1988)              | 1:16     |  |
| 9.     | «Tú sei tú» (1982)                      | 3:55     |  |
| 10.    | «G.A.T.O.» (1989)                       | 4:00     |  |
| 35:13  |                                         |          |  |

## Origen de las canciones
El casete contaba con la descripción, escrita por Jorge González, de cada una de las canciones que componen esta recopilación.
Lado A
1. «Algo ilegal»: Canción para el disco La voz de los '80, de un EP de demos que también contenía «No necesitamos banderas» y «Sexo».
2. «¿Cuánto vale el show?»: La primera canción que tocó González junto a Claudio Narea y Miguel Tapia. Época de Los Vinchukas.
3. «Danza porque sí»: Demo de las sesiones Beaucheff 1435 para el álbum Corazones.
4. «Simpatía por el terrorismo»: Demo para Corazones que no está incluido en el casete Beaucheff 1435. Según González, «no anduvo ni cerca de quedar [en el disco], de hecho ni lo mostré».
5. «Yo soy heavy»: Tema de la banda sonora de la película inconclusa Lucho, un hombre violento, en el que González imitaba la voz de Gene Simmons.
6. «Lucho es un rocker»: Tema de la banda sonora de Lucho, un hombre violento. Época de Gus Gusano y sus Necrofílicos Hemofílicos.
7. «Arte para cuatro gatos»: Demo para Pateando piedras.
8. «Nunca quedas mal con nadie»: Grabación en vivo registrada en 1986, durante un concierto en Temuco.

Lado B
1. «El sabio loco»: Canción que incluye el «sample» de la voz de un vecino del barrio que nunca devolvía las pelotas que caían en su jardín. Época de Los Pseudopillos.
2. «Yo no soy Buddy Holly»: Demo para Corazones que no está incluido en el casete Beaucheff 1435. Época de Gus Gusano y sus Necrofílicos Hemofílicos.
3. «Amigo»: Demo para Corazones que no está incluido en el casete Beaucheff 1435. Según González, este tema es «el único que trata sobre el conflicto de Los Prisioneros».
4. «De Rusia con amor»: Cover del tema principal de la película de James Bond Desde Rusia con amor (1963), el cual solían interpretar en vivo en la época de Los Vinchukas. Grabado como Los Prisioneros.
5. «You've Really Got a Hold on Me»: Cover de la versión de The Beatles del tema de The Miracles. Demo para La cultura de la basura.
6. «(Sin título)»: Demo para Corazones que no está incluido en el casete Beaucheff 1435.
7. «Antropófago (Pop and Poll)»: Tema de la banda sonora de Lucho, un hombre violento, grabado el día en que fue filmado el videoclip de «Sexo».
8. «Ámame tiernamente»: Época de Gus Gusano y sus Necrofílicos Hemofílicos.
9. «Tú sei tú»: Época de Los Papa Fuentes y sus Secuaces de Huebaldo.
10. «G.A.T.O.»: Demo de las sesiones Beaucheff 1435 para el disco Corazones.

### Personal
- Jorge González: voz solista, bajo, teclados, coros.
- Claudio Narea: guitarra, coros, voz.
- Miguel Tapia: batería, percusión, coros, voz solista.
- Álvaro y Rodrigo Beltrán: coros y percusión en «El sabio loco».
- Michel Grez, Gustavo «Papa» Fuentes, Óscar «Patito» Arenas y Roque Villagra: coros en «Tú sei tú».